# Pseuderos apicalis
Pseuderos apicalis là một loài bọ cánh cứng trong họ Cerambycidae.